# Albertas Šimėnas
Albertas Simena (Papiliai, 17 de febrer de 1950) és un polític lituà que va ser Primer Ministre de Lituània durant 3 dies, del 10 gener al 13 gener de 1991. Va deixar de ser-ho a causa dels "fets de gener" i va ser reemplaçat per Gediminas Vagnorius.
Simena es va graduar el 1972 a la Universitat de Vílnius amb un grau en economia. Va donar conferències a la Universitat Tècnica de Vilnius Gediminas Technical University des de 1984 fins al 1989. Es va unir a les activitats del moviment Sąjūdis i va ser elegit per a representar-lo al Consell Suprem. L'11 de març de 1990 va signar l'acta de restabliment de l'estat de lituà, que va declarar la independència de Lituània respecte de la Unió Soviètica. El gener de 1991, quan el primer govern encapçalat per Kazimira Prunskienė va renunciar a causa de la inflació, Simena va convertir-se en primer ministre. No obstant això, com l'exèrcit rus va entrar a Vílnius i envoltà d'edificis clau, Simena desaparegué. En una sessió d'emergència, Gediminas Vagnorius es va fer amb el càrrec del seu gabinet i va convertir-se en el nou primer ministre. Simena va reaparèixer el 14 de gener, unint-se al govern de Vagnorius com a ministre d'economia el 30 de maig de 1991, càrrec que va ocupar fins que el govern va renunciar el 21 de juliol de 1992. El 1994, es va unir al partit Democristians Lituans. Més tard, va ser escollit per anar al Seimas (1996-2000). No va aconseguir tornar a ser present al Seimas i a les eleccions al Parlament Europeu, després d'això es va unir el sector privat.
Simena ha publicat diversos articles acadèmics sobre economia i una monografia sobre les reformes econòmiques a Lituània des de 1990 fins a 1994.
| Precedit per: Kazimira Prunskienė | Primer Ministre de Lituània (10 - 13 gener) 1991 | Succeït per: Gediminas Vagnorius |